# データカードダス ドラゴンボールZ2
『データカードダス ドラゴンボールZ2』は、バンダイより発売されているトレーディングカードを使用するアーケードゲーム『データカードダス』の一つ。また、『データカードダス ドラゴンボールZシリーズ』の2作目である。
2006年5月から、2007年5月中旬にかけて稼働し、続編の『DRAGONBALL Z 爆烈IMPACT』の登場によって、稼働終了した。
当時放送されたCMは時期によりベジータ、フリーザ、セル、魔人ブウが子供に筐体で勝負を挑むも負けて、凄んでカードゲームで再戦するも再び負けるというものだった。

## 遊び方
1. お金を入れる。
2. 一人で遊ぶか（赤のボタン）、対戦するか（緑のボタン）、遊ばずに買うか（青のボタン）のどれかを20秒以内に選ぶ（20秒以内に押さないと、カードを買ってしまう。つまり、ゲームができなくなる）。
3. 一人で遊ぶを選んだ場合は、Zバトルモード（赤のボタン）で遊ぶか、チュートリアルモード（緑のボタン）で遊ぶか、ランキングモード（青のボタン）で遊ぶかを、20秒以内に選ぶ。
4. 二人で遊ぶを選んだ場合は、すぐに遊べる。
5. 遊ばずに買うを選んだら、「本当によろしいですか?」という画面が出てきて、カードを買うことができる。

### Zバトルモード
1. 3人の敵(COM)が出てきて、確認をする。
2. カードを読み込ませる。

### チュートリアルモード
1. 孫悟空と界王様が、詳しくゲームの解説をしてくれる（カードは使えない）。
2. 説明が終わったら、さらにもう1回自由に戦うことができる。

### ランキングモード
1. データカードダス内に登録されているランキングの中から、1位の人と戦うことができる。ランキングは、お金を入れる前にデモ画面を見続けると、TOP10が表示される。
2. カードを読み込ませる。
3. 戦いに勝ったら、自分のデッキがランキングに載る。「よくやった！次は友達と対戦してみよ！」と出てきて、ランキング登録画面が出てくる。マークとそのマークの色を選んだら、カードがもらえる。
4. 戦いに負けたら、そのままカードがもらえる。

※ただし、バージョンアップされる時にすべて孫悟空(001-Ⅱ)になる。

## カード関係

### 前作のカード
- 全て使用することが出来る。ただし、カードの効果が変わっているものが多くある。

### コスト
- 今作から導入された。
- カードには、それぞれコスト（☆）というものがある。そのコストの合計が4になるようにカードを組み合わせなければならない（ミスターサタン(010-Ⅱ)、天津飯（054-Ⅱ）、大会の時を除く）。
- 前作のカードにもコストがあり、レアリティによって違う（ノーマルは0、レアは1、激レアは2、爆レアは3）。

### カードのレア度
6種類ある。下にいくごとに、カード入手率が下がる。また、『シークレット』は『極レア』と似ているが、圧倒的に入手率が低い。
- ノーマル･･････特になし。
- 金レア･･････････文字が光っている。カードの番号の上に、金色の小さな星が1個。
- 激レア････････キラ加工されている。カードの番号の上に、赤色の小さな星2個
- 極レア････････背景・周りが多少光っている。カードの番号の上に、黄色の大きな星1個。
- 爆レア････････文字が光っている。さらにキラ加工されている。カードの番号の上に、金色の小さな星2個。
- シークレット････････背景・周りが多少光っている。カードの番号の上に、黄色の大きな星1個。

## 超カードゲームとの関係
ドラゴンボールZ2のカードは、超カードゲームでも遊べる。ただし、Z1のカードでは遊べない。Z1のカードでは機能や能力などカードゲームに必要な条件が満たされていないため。そのかわり、超カードゲームではZ1のカードをリメイクして再発売しているため、このカードの場合は使用できる（超カードゲーム用の機能や属性が追加された他、イラスト変更）。